# 七緒らん
七緒 らん（ななお らん、1998年3月3日 - ）は、日本の元ジュニアアイドル。神奈川県出身。有限会社 Infinity Plus（インフィニティプラス）とチャームに所属していた。旧芸名、葉月 らん（はづき らん）。

## 略歴・人物
- 原宿の竹下通りでスカウトされ2009年9月から2011年3月まで、葉月らん名義でジュニアアイドルとして活動し有限会社 Infinity Plus（インフィニティプラス）に所属していた。
- かつてはいもうとシスターズとして活動していた[3]。
- 天然キャラで頑張っていたが本当のところは謎が多い。
- 趣味はショッピング。
- 特技はイラストを描くこと。

## 出演

### バラエティ
- 人生が変わる1分間の深イイ話（日本テレビ）
- 明石家さんまの転職DE天職2（2014年4月21日、日本テレビ）

### CM
- タカラレーベン「CM選挙」

### 雑誌
- CM NOW（玄光社）

## 映像作品

### 葉月らん時代
- たっぷり 葉月らん（2009年10月25日、アイマックス）
- 純真無垢 〜ホワイトレーベル〜 葉月らん（2009年11月25日、アイマックス）
- 十人十色 葉月らん（2009年12月22日、アイマックス）
- 純真無垢 〜ホワイトレーベル〜 Part2 葉月らん（2010年1月25日、アイマックス）
- たっぷり 葉月らん Part2（2010年2月25日、 アイマックス）
- 世界のいもうと vol.2 葉月らん（2010年3月25日、アイマックス）
- 純真無垢 〜ホワイトレーベル〜 Part3 葉月らん（2010年4月25日、アイマックス）
- たっぷり葉月らん Part3（2010年5月25日、アイマックス）
- 純真無垢 〜ホワイトレーベル〜 Part4 葉月らん（2010年6月25日、アイマックス）
- いもうと目線 らんとふたりっきり 目線そらすな、ボクの妹… 葉月らん（2010年7月10日、アイマックス）
- 独占！葉月らん（2010年8月10日、アイマックス）
- 葉月らん（2010年9月25日、アイマックス）
- ニーハイコレクション 〜絶対領域〜 葉月らん（2010年10月25日、アイマックス）
- たっぷり葉月らん Part4（2010年11月25日、アイマックス）
- いもうと目線 らんとふたりっきり 目線そらすな、ボクの妹… Part2 葉月らん（2010年12月10日、アイマックス）
- 葉月らん Part2（2010年12月22日、アイマックス）
- 純真無垢 〜ホワイトレーベル〜 Part5 葉月らん（2011年3月25日、アイマックス）
- いもうと目線 らんとふたりっきり 目線そらすな、ボクの妹… Part3 葉月らん（2011年4月25日、アイマックス）
- 若葉 萌える 葉月らん（2011年5月27日、エスデジタル）
- コイビト目線 らんとふたりっきり 目線をそらすな、ボクの妹… 葉月らん（2011年8月10日、アイマックス）
- 葉月らんBOX（2011年11月25日、アイマックス）

### 七緒らん時代
- らんの休日 七緒らん（2012年4月25日、アイマックス）
- MOE GAME 七緒らん（2012年5月31日、大洋図書）
- らん日和 七緒らん（2012年6月25日、アイマックス）
- 夏少女 七緒らん（2012年8月10日、アイマックス）
- Silhouette〜シルエット〜 七緒らん（2012年9月28日、大洋図書）
- ニーハイコレクション 〜絶対領域〜 七緒らん（2012年10月25日、アイマックス）
- 天真爛漫 七緒らん（2012年12月10日、アイマックス）
- 天真爛漫 Part2 七緒らん（2013年2月10日、アイマックス）
- コスプレパンチ 七緒らん（2013年5月10日、アイマックス）
- 葉月らん DVDパック ランラン大満足編♪ 七緒らん（2013年5月25日、アイマックス）
- 葉月らん DVDパック Part2 キュートなランラン編♪ 七緒らん（2013年6月25日、アイマックス）
- ニーハイコレクション 〜絶対領域〜 Part2 七緒らん（2013年6月25日、アイマックス）
- 天真爛漫 Part3 七緒らん（2013年9月25日、アイマックス）
- ニーハイコレクション 〜絶対領域〜 Part3 七緒らん（2013年11月25日、アイマックス）
- いもうと目線　らんとふたりっきり 目線をそらすな、ボクの妹・・・（2013年12月20日、アイマックス）
- 天真爛漫 Part4 七緒らん（2014年1月15日、アイマックス）